# Zdrowotność
Zdrowotność – stan zdrowia danej populacji, np. ludności państwa, którego miernikami są rozwój fizyczny, zapadalność i umieralność.